# تپه باستانی خاقانی خیرآباد
این محوطه باستانی شامل دو تپه شمالی و جنوبی با وسعت زیاد معروف به شهر خاقان است که در موقعیت روستای خیرآباد از توابع شهرستان ساوجبلاغ قرار دارد.